# Патрик Хагер
Патрик Хагер (  — Штутгарт, 8. септембар 1988) професионални је немачки хокејаш на леду који игра на позицијама левокрилног нападача. 
Члан је сениорске репрезентације Немачке за коју је на међународној сцени дебитовао на светском првенству 2009. године. 
Целокупну играчку каријеру провео је играјући у немачком првенству, а са екипом Инголштата освојио је и титулу националног првака у сезони 2013/14.